# Xkurinskaia
Xkurinskaia - Шкуринская (rus) és una stanitsa del krai de Krasnodar, a Rússia. Es troba a la vora esquerra del Ieia. És a 20 km a l'oest de Kusxóvskaia i a 172 km al nord de Krasnodar.
Pertanyen a aquesta stanitsa els khútors de Gudko-Limanski, Krasni, Nardeguin, Pervomaiski, Pioner i Podxkurinski; i els possiolki de Zavodskoi i Nàberejni.

## Història
La vila fou fundada el 1794 com un dels primers quaranta assentaments dels cosacs de la mar Negra a la regió del Kuban. Fins al 1920 l'stanitsa va pertànyer a l'otdel de Ieisk, de la província de Kuban. A començaments del segle xx la vila tenia ja 5.000 habitants, que es dedicaven sobretot a l'agricultura. El 1932-1933 va ser inclosa en les llistes negres de sabotatge pel seu boicot a la col·lectivització que aleshores es duia a terme a les terres de la Unió Soviètica, per això gran part de la població va ser oprimida i sotmesa a la fam. El 1990 s'erigí un monument als morts durant aquell període de fam.